# Rybák arabský
Rybák arabský (Sternula saundersi) je malý arabský druh rybáka z rodu Sternula.

## Popis
Rybák arabský se velmi podobá příbuznému rybáku malému, s nímž byl dříve spojován do jediného druhu. Liší se od něj větším rozsahem černé kresby na ručních letkách, šedým kostřecem, šedým ocasem a hnědožlutým zbarvením nohou. Bílé zbarvení čela nepokračuje nad okem jako u jiných druhů malých rybáků.

## Rozšíření
Hnízdí od jižní poloviny Rudého moře podél východního pobřeží Afriky na jih po Seychely a Madagaskar. Mimo to hnízdí od Perského zálivu na východ po Indii, Srí Lanku a Maledivy. Celková populace se odhaduje na 40 000 jedinců. Ptáci zčásti táhnou na jih po Tanzanii a na východ po Malajsii. Zatoulaní ptáci byli pozorováni v Izraeli.